# Erica azaleifolia
Erica azaleifolia är en ljungväxtart som beskrevs av Richard Anthony Salisbury. Erica azaleifolia ingår i släktet klockljungssläktet, och familjen ljungväxter. Inga underarter finns listade i Catalogue of Life.